# Lijst van voetbalinterlands Honduras - Zuid-Korea
Deze lijst van voetbalinterlands is een overzicht van alle officiële voetbalwedstrijden tussen de nationale teams van Honduras en Zuid-Korea. De landen speelden tot op heden drie keer tegen elkaar. De eerste ontmoeting, een vriendschappelijke wedstrijd, werd gespeeld in Duncanville (Verenigde Staten) op 11 juni 1994. Voor het Zuid-Koreaans voetbalelftal was dit de laatste oefenwedstrijd in de voorbereiding op het Wereldkampioenschap voetbal 1994. Het laatste duel, eveneens een vriendschappelijke wedstrijd, vond plaats op 28 mei 2018 in Daegu.

## Wedstrijden
| № | Plaats      | Datum         | Competitie        | Wedstrijd             | Uitslag |
| - | ----------- | ------------- | ----------------- | --------------------- | ------- |
| 1 | Duncanville | 11 juni 1994  | Vriendschappelijk | Zuid-Korea – Honduras | 3 – 0   |
| 2 | Seoul       | 25 maart 2011 | Vriendschappelijk | Zuid-Korea – Honduras | 4 – 0   |
| 3 | Daegu       | 28 mei 2018   | Vriendschappelijk | Zuid-Korea − Honduras | 2 − 0   |

## Samenvatting
| Competitie        | Totaal gespeeld | Winst Honduras | Gelijk | Winst Zuid-Korea | Doelsaldo Honduras – Zuid-Korea |
| ----------------- | --------------- | -------------- | ------ | ---------------- | ------------------------------- |
| Vriendschappelijk | 3               | 0              | 0      | 3                | 0 − 9                           |
| Totaal            | 3               | 0              | 0      | 3                | 0 − 9                           |

## Details

### Eerste ontmoeting
| Vriendschappelijk (Duncanville, Verenigde Staten, 11 juni 1994): |              | |
| Zuid-Korea | 3 – 0        | Honduras |
| Ko Jung-Woon 7' Hwang Seon-Hong 37' Kim Joo-Sung 78' | goals        | |
| Kim Ho | bondscoach   | Marvin Rodríguez |
| Park Cheol-Woo 46' Hong Myung-bo Park Jung-Bae 46' Choi Young-Il Lee Young-Jin 46' Kim Pan-Keoun Shin Hong-Ki Kim Joo-Sung Ko Jung-Woon Noh Jung-yoon Hwang Seon-Hong 81' | opstellingen | Juan Ramón Palacios Arnaldo Cruz Juan Castro Hernán Arzu Eugenio Dolmo Flores 58' César Obando 46' Nicolás Suazo Rudy Williams 46' Humberto González José García 46' Marlon Hernández |
| Lee Woon-jae 46' Ahn Ik-Soo 46' Seo Jung-Won 46' Ha Seok-Joo 81' | wissels      | 46' Milton Núñez 46' Wilmer Peralta 46' Tomás Róchez 58' Carlos Pavón |
| Ko Jung-Woon ??' Hwang Seon-Hong ??' | gele kaarten | ??' Arnaldo Cruz ??' Humberto González |
| | rode kaarten | 78' Eugenio Dolmo Flores |

### Tweede ontmoeting
| Vriendschappelijk (Seoul, Zuid-Korea, 25 maart 2011): |              | |
| Zuid-Korea | 4 – 0        | Honduras |
| Lee Jung-soo 28' Kim Jung-woo 44' Park Chu-young 83' Lee Keun-ho 90' | goals        | |
| Cho Kwang-Rae | bondscoach   | Juan de Dios Castillo |
| Jung Sung-ryong Lee Jung-soo Hwang Jae-Won Kim Young-gwon Lee Yong-Rae 87' Lee Chung-yong 75' Kim Jung-woo 87' Kim Bo-kyung 56' Ki Sung-yong Park Chu-young 89' Cho Young-cheol 81' | opstellingen | Noel Valladares Johnny Leverón 67' Emilio Izaguirre 66' Osman Chávez Johnny Palacios Maynor Figueroa Walter Martinez 86' Julio César de León Hendry Thomas 81' Jorge Claros 58' Georgie Welcome |
| Lee Keun-ho 56' Ji Dong-won 75' Choi Hyo-Jin 81' Cho Chan-Ho 87' Yoon Bit-garam 87' Park Gi-dong 89'                                                                                | wissels      | 58' Carlo Costly 66' Erick Norales 67' Emil Martínez 81' Mariano Acevedo 86' Mario Martínez |
| Ki Sung-yong 64' | gele kaarten | |

Hondurese voetbalbond · A-internationals · Selecties · Bondscoaches · Hondurees vrouwenelftal · Olympisch elftal · Honduras U21 · Honduras U19 · Honduras U17
1920 – 1959 ·
1960 – 1969 ·
1970 – 1979 ·
1980 – 1989 ·
1990 – 1999 ·
2000 – 2009 ·
2010 – 2019 ·
2020 − 2029
CGC 2021
CA 2001
WK 1982 · 
WK 2010 · 
WK 2014
OS 2000 · 
OS 2008 · 
OS 2012 ·
OS 2016 ·
OS 2020
1921 · 
1922–1929 · 
1930 · 
1931–1934 · 
1935 · 
1936–1945 · 
1946 · 
1947–1949 · 
1950 · 
1951–1952 · 
1953 · 
1954 · 
1955 · 
1956 · 
1957 · 
1958–1959 · 
1960 · 
1961 · 
1962 · 
1963 · 
1964 · 
1965 · 
1966 · 
1967 · 
1968 · 
1969 · 
1970 · 
1971 · 
1972 · 
1973 · 
1974 · 
1975 · 
1976 · 
1977 · 
1978 · 
1979 · 
1980 · 
1981 · 
1982 · 
1983 · 
1984 · 
1985 · 
1986 · 
1987 · 
1988 · 
1989–1990 · 
1991 · 
1992 · 
1993 · 
1994 · 
1995 · 
1996 · 
1997 · 
1998 · 
1999 · 
2000 · 
2001 · 
2002 · 
2003 · 
2004 · 
2005 · 
2006 · 
2007 · 
2008 · 
2009 · 
2010 · 
2011 · 
2012 · 
2013 · 
2014 · 
2015 · 
2016 ·
2017 ·
2018 ·
2019 ·
2020 ·
2021 ·
2022 ·
2023 ·
2024
Argentinië ·
Australië ·
Azerbeidzjan ·
Belize ·
Bermuda ·
Bolivia ·
Brazilië ·
Canada ·
Chili ·
China ·
Colombia ·
Costa Rica ·
Cuba ·
Curaçao ·
Denemarken ·
Ecuador ·
El Salvador ·
Engeland ·
Finland ·
Frankrijk ·
Grenada ·
Griekenland ·
Guatemala ·
Haïti ·
IJsland ·
Israël ·
Jamaica ·
Japan ·
Joegoslavië ·
Letland · 
Mexico ·
Nederlandse Antillen ·
Nicaragua ·
Nieuw-Zeeland ·
Noord-Ierland · 
Noorwegen ·
Panama ·
Paraguay ·
Peru ·
Puerto Rico ·
Qatar ·
Roemenië ·
Saint Vincent en de Grenadines ·
Saoedi-Arabië ·
Servië ·
Slovenië ·
Spanje ·
Suriname ·
Trinidad en Tobago ·
Turkije ·
Uruguay ·
Venezuela ·
Verenigde Arabische Emiraten ·
Verenigde Staten ·
Wit-Rusland ·
Zambia ·
Zuid-Afrika ·
Zuid-Korea ·
Zwitserland
Chili (2010) ·
Ecuador (2014) ·
Frankrijk (2014) ·
Spanje (2010) ·
Zwitserland (2010) · 
Zwitserland (2014)
KFA · A-internationals · Selecties · Bondscoaches · Zuid-Koreaans vrouwenelftal · Olympisch elftal · Zuid-Korea U21 · Zuid-Korea U20 · Zuid-Korea U19 · Zuid-Korea U18 · Zuid-Korea U17
1940 – 1949 ·
1950 – 1959 ·
1960 – 1969 ·
1970 – 1979 ·
1980 – 1989 ·
1990 – 1999 ·
2000 – 2009 ·
2010 – 2019 ·
2020 − 2029
WK 1954 · 
WK 1986 · 
WK 1990 · 
WK 1994 · 
WK 1998 · 
WK 2002 · 
WK 2006 · 
WK 2010 · 
WK 2014 · 
WK 2018
OS 1948 ·
OS 1964 ·
OS 1988 ·
OS 1992 ·
OS 1996 ·
OS 2000 ·
OS 2004 ·
OS 2008 ·
OS 2012 ·
OS 2016 ·
OS 2020
1948 ·
1949 ·
1950 · 
1951 · 1952 · 
1953 · 
1954 · 
1955 · 
1956 · 
1957 · 
1958 · 
1959 ·
1960 · 
1961 · 
1962 · 
1963 · 
1964 · 
1965 · 
1966 · 
1967 · 
1968 · 
1969 ·
1970 · 
1971 · 
1972 · 
1973 · 
1974 · 
1975 · 
1976 · 
1977 · 
1978 · 
1979 ·
1980 · 
1981 · 
1982 · 
1983 · 
1984 · 
1985 · 
1986 · 
1987 · 
1988 · 
1989 ·
1990 ·
1991 · 
1992 · 
1993 · 
1994 · 
1995 · 
1996 · 
1997 · 
1998 · 
1999 · 
2000 · 
2001 · 
2002 · 
2003 · 
2004 · 
2005 · 
2006 · 
2007 · 
2008 · 
2009 · 
2010 · 
2011 ·
2012 ·
2013 ·
2014 ·
2015 ·
2016 ·
2017 ·
2018 ·
2019 ·
2020 ·
2021 ·
2022 ·
2023 ·
2024
Afghanistan ·
Algerije ·
Angola ·
Argentinië ·
Australië ·
Bahrein ·
Bangladesh ·
België ·
Bolivia ·
Bosnië en Herzegovina ·
Brazilië ·
Brunei ·
Bulgarije ·
Burkina Faso ·
Cambodja ·
Canada ·
Chili ·
China ·
Colombia ·
Costa Rica ·
Cuba ·
Denemarken ·
Duitsland ·
Ecuador ·
Egypte ·
El Salvador ·
Engeland ·
Filipijnen ·
Finland ·
Frankrijk ·
Georgië ·
Ghana ·
Griekenland ·
Guam ·
Guatemala ·
Haïti ·
Honduras ·
Hongarije ·
Hongkong ·
IJsland ·
India ·
Indonesië ·
Irak ·
Iran ·
Israël ·
Italië ·
Ivoorkust ·
Jamaica ·
Japan ·
Jemen ·
Joegoslavië ·
Jordanië ·
Kameroen ·
Kazachstan ·
Kenia ·
Kirgizië ·
Koeweit ·
Kroatië ·
Laos ·
Letland ·
Libanon ·
Libië ·
Luxemburg ·
Macau ·
Malediven ·
Maleisië ·
Mali ·
Malta ·
Marokko ·
Mexico ·
Moldavië ·
Mongolië ·
Myanmar ·
Nederland ·
Nepal ·
Nieuw-Zeeland ·
Nigeria ·
Noord-Ierland ·
Noord-Korea ·
Noord-Macedonië ·
Noorwegen ·
Oekraïne ·
Oezbekistan ·
Oman ·
Pakistan ·
Palestina ·
Panama ·
Paraguay ·
Peru ·
Polen ·
Portugal ·
Qatar ·
Roemenië ·
Rusland ·
Saoedi-Arabië ·
Schotland ·
Senegal ·
Servië ·
Servië en Montenegro ·
Singapore ·
Slowakije ·
Soedan ·
Spanje ·
Sri Lanka ·
Syrië ·
Tadzjikistan ·
Taiwan ·
Thailand ·
Togo ·
Trinidad en Tobago ·
Tsjechië ·
Tunesië ·
Turkije ·
Turkmenistan ·
Uruguay ·
Venezuela ·
Verenigde Arabische Emiraten ·
Verenigde Staten ·
Vietnam ·
Wales ·
Wit-Rusland ·
Zambia ·
Zuid-Jemen ·
Zuid-Vietnam ·
Zweden ·
Zwitserland
Algerije (2014) · 
Australië (2015, 2) ·
België (2014) · 
Duitsland (2018) · 
Frankrijk (2006) · 
Griekenland (2010) ·
Mexico (2018) ·
Nigeria (2010) · 
Portugal (2022) · 
Rusland (2014) · 
Togo (2006) · 
Zweden (2018) ·
Zwitserland (2006)